# Mancenans
Mancenans is een gemeente in het Franse departement Doubs (regio Bourgogne-Franche-Comté) en telt 284 inwoners (1999). De plaats maakt deel uit van het arrondissement Montbéliard.
Tot de Franse Revolutie bevond zich in Mancenans een abdij van cisterciënzers, namelijk de abdij van Lieu-Croissant, ook de Driekoningenabdij genoemd. De bijnaam kwam door de relieken van de Driekoningen die de abdij bezat.

## Geografie
De oppervlakte van Mancenans bedraagt 11,9 km², de bevolkingsdichtheid is 23,9 inwoners per km².

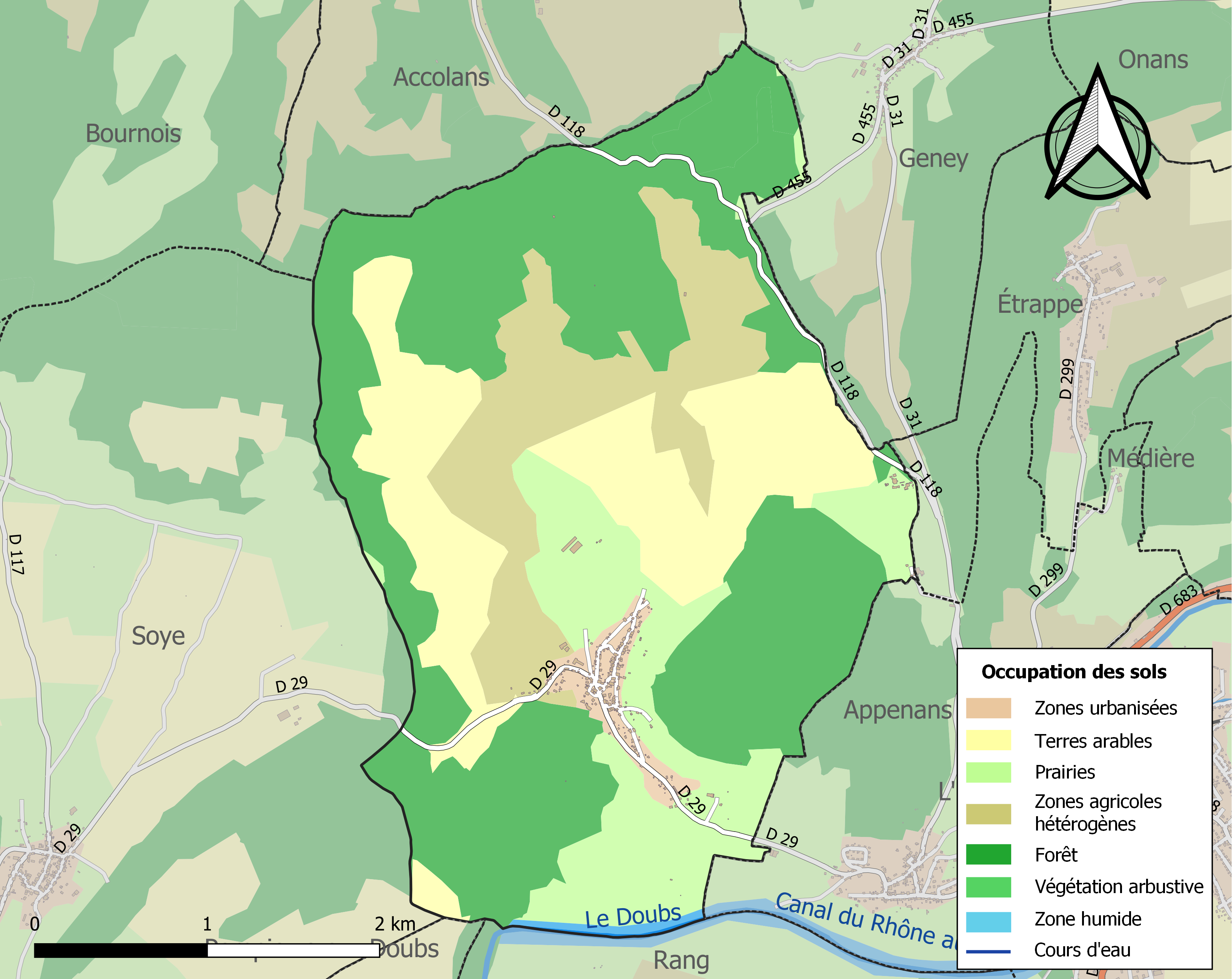
Kaart van de gemeente met de belangrijkste infrastructuur, bodemgebruik en omliggende gemeenten

## Demografie
Onderstaande figuur toont het verloop van het inwonertal (bron: INSEE-tellingen).